# 수자타 데이

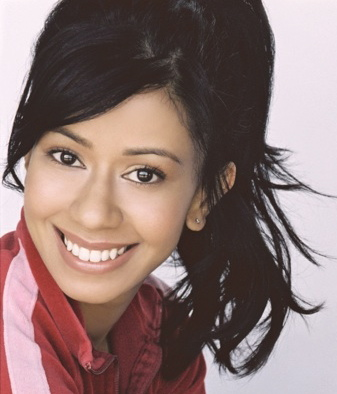

수자타 데이(Sujata Day, 1984년 6월 27일 ~ )는 미국의 배우, 연극 배우, 텔레비전 배우, 영화배우이다.

## 영화
- 20 윅스 (2017년)
- 카우보이 앤드 인디언 (2017년)
- 더 라스트 러브크래프트: 레릭 오브 크툴루 (2009년) - 스테이시 역
- 스트러글 (2009년)
- 익스트림리 허모사 (2008년)